# Euxoa epictata
Euxoa epictata är en fjärilsart som beskrevs av Smith 1907. Euxoa epictata ingår i släktet Euxoa och familjen nattflyn. Inga underarter finns listade i Catalogue of Life.